# 9268 Jeremihschneider
9268 Jeremihschneider è un asteroide della fascia principale. Scoperto nel 1978, presenta un'orbita caratterizzata da un semiasse maggiore pari a 2,5685033 au e da un'eccentricità di 0,0836756, inclinata di 1,66356° rispetto all'eclittica.